# Synchlora cupidenaria
Synchlora cupidenaria är en fjärilsart som beskrevs av Dyar 1908. Synchlora cupidenaria ingår i släktet Synchlora och familjen mätare. Inga underarter finns listade i Catalogue of Life.